# Giovanni Andrea Ansaldo

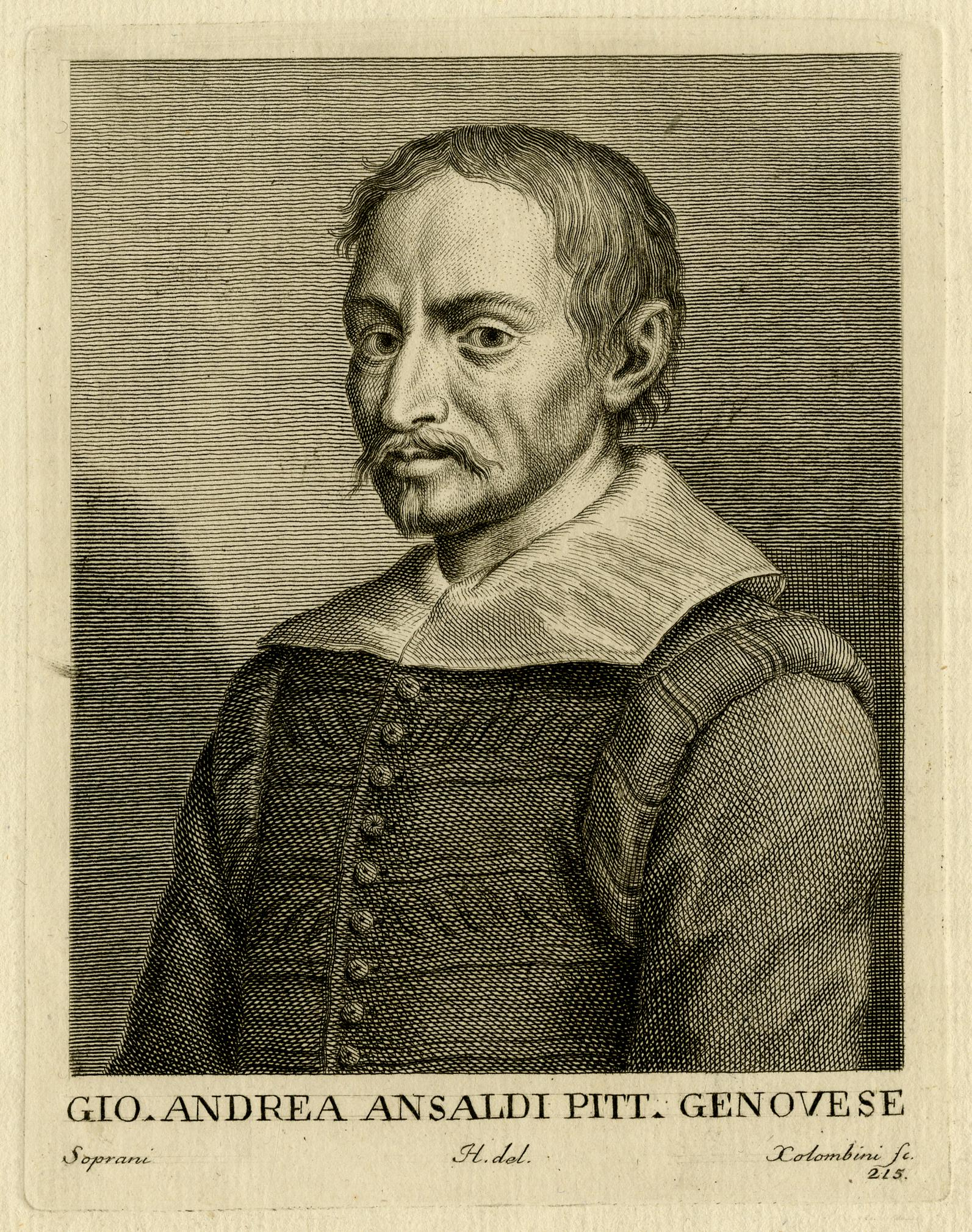
Giovanni Andrea Ansaldo

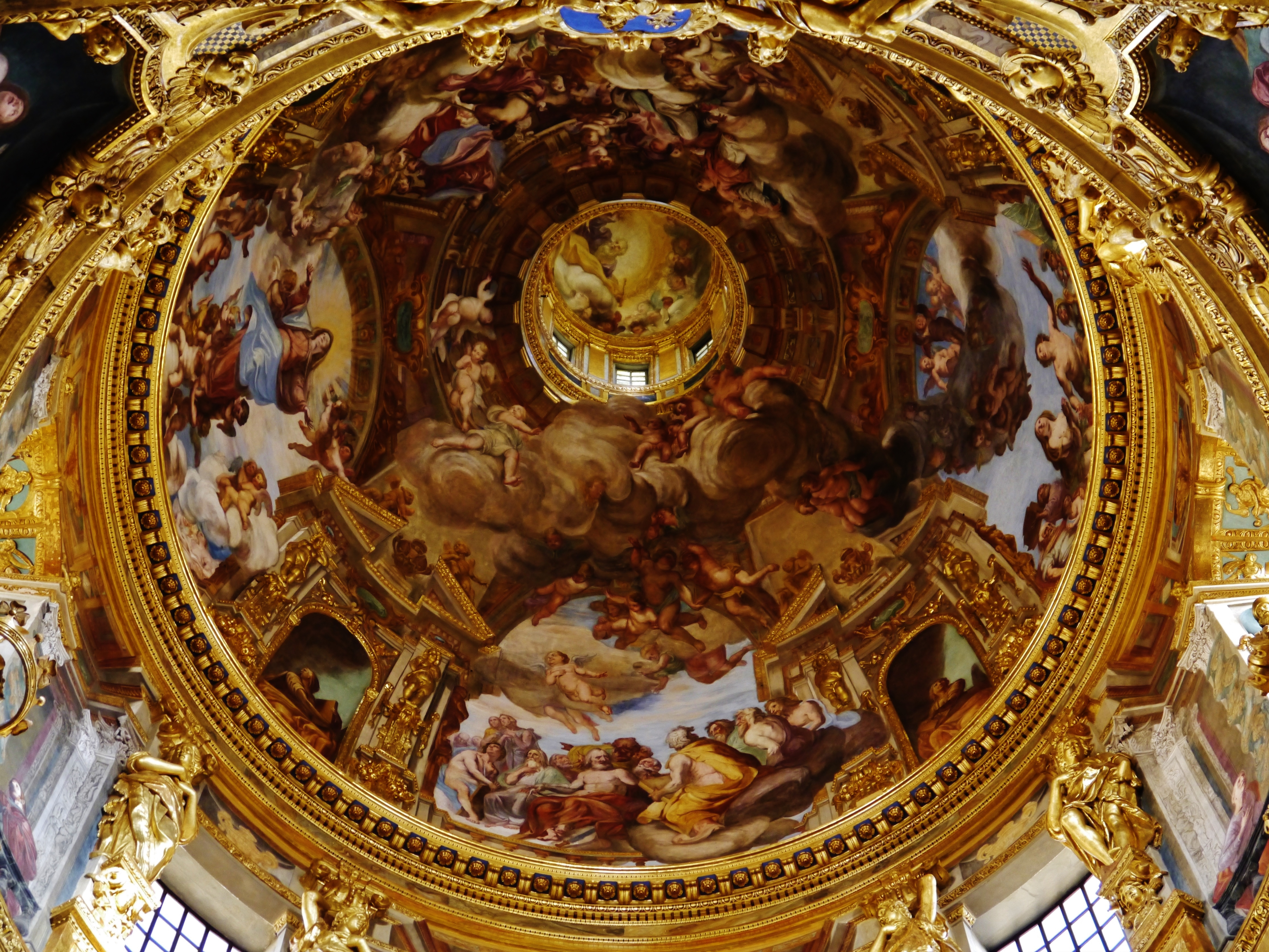
LAssunzione, dipinta dall'Ansaldo nella cupola della Basilica della Santissima Annunziata del Vastato.

Giovanni Andrea Ansaldo, a volte indicato semplicemente come Andrea Ansaldo (Voltri, 24 agosto 1584 – Genova, 18 agosto 1638), è stato un pittore italiano.

## Biografia
Figlio di un mercante (Agostino), la sua formazione si svolse sotto Orazio Cambiaso, ma è presumibile che a Voltri (al tempo territorio della Repubblica di Genova), sia entrato in contatto con un altro noto pittore del tempo, Bernardo Strozzi, monaco nel vicino convento di Campi.
L'opera di Ansaldo è tipica dell'eclettismo della pittura genovese di inizio Seicento, tanto che nelle sue tele si possono trovare influenze di Rubens o di Anton van Dyck, da cui riprese la vivacità coloristica, dei milanesi Cerano, Giulio Cesare Procaccini e Morazzone, richiamati dall'intonazione patetica di molti suoi soggetti, ma anche di certa pittura caravaggesca. Fu a sua volta maestro di Orazio De Ferrari, Gioacchino Assereto e Bartolomeo Basso.
Una delle sue ultime opere, ritenuta il suo capolavoro, è la decorazione a fresco della cupola della chiesa della Santissima Annunziata del Vastato di Genova, realizzata fra il 1635 e il 1638 (conclusa poco tempo prima di morire).
La grande importanza di questo affresco, che raffigura il mistero dell'Assunzione, è nell'essere stata la prima vera e propria realizzazione barocca di Genova. 

Attraverso un complesso gioco di prospettive architettoniche, l'affresco riproduce l'interno di una chiesa con pianta a croce greca: al livello dell'alto tamburo è possibile notare le quattro navate che si allungano; nell'intradosso della cupola si aprono quattro grandi arconi e attraverso uno di questi Maria - che sarà incoronata regina della città - sale al cielo per essere assunta; nel cupolino si nota il Padre Eterno che attende l'arrivo di Maria, pronto ad incoronarla.
L'interessantissimo effetto illusionistico è ottenuto dalle finte architetture, concepite come un diaframma tra lo spazio reale e l'illusorio spazio dipinto.
Alla sua morte, Ansaldo è stato probabilmente sepolto nella medesima Basilica della Santissima Annunziata del Vastato.
Uno dei suoi allievi fu il pittore genovese Bartolomeo Bassi, attivo nella prima metà del XVII secolo, prevalentemente nel capoluogo ligure. Alcune sue opere furono realizzate mediante la tecnica della quadratura.

## Opere
- Assunzione della Vergine - Alassio, Chiesa della Carità
- Madonna degli Angeli - Alassio, Chiesa di Santa Maria degli Angeli
- La Vergine Immacolata con i santi Salvatore da Horta e Pasquale Baylon - Alassio, Istituto Don Bosco
- Viatico di Santa Lucia - Genova, Chiesa dei Santi Nicolò ed Erasmo a Voltri
- Martirio di Sant'Andrea - Genova, Chiesa dei Santi Nicolò ed Erasmo a Voltri
- Decollazione del Battista - 1615 - Recco, Chiesa parrocchiale
- Santi Pietro, Erasmo, Chiara e Caterina - prima del 1622 - Albissola Marina, Chiesa Parrocchiale
- San Carlo - 1622-23 - Albissola Marina, Chiesa Parrocchiale
- Fuga in Egitto - olio su tela (170x127 cm) - Roma, Galleria Corsini
- Salomè offre a Erodiade la testa del Battista - Genova, Galleria di Palazzo Bianco
- Pietà - Genova, Accademia Ligustica di Belle Arti
- San Giovanni a Patmos - Voltaggio, Pinacoteca dei Cappuccini
- Sant'Ambrogio assolve Teodosio - Genova, Chiesa di Sant'Ambrogio a Voltri
- Imprese di Ambrogio Spinola nelle Fiandre - Genova, Villa Spinola di San Pietro a Sampierdarena
- Ingresso in Ostenda - 1624 - Genova, Palazzo Cattaneo-Adorno
- Battesimo dei Re Magi - Genova, Chiesa di Santa Fede
- Elemosina di San Lorenzo - 1635 - Raffigurato nelle ante di un organo della Cattedrale di San Lorenzo. Qui compare: San Lorenzo distribuisce il tesoro ai poveri; San Lorenzo ridona la vista a Lucillo; San Lorenzo battezza San Romano.
- Natività del Battista - Loano
- Banchetto di Erode - Palazzo Bianco
- San Luca che dipinge la Madonna e figure - Genova, San Rocco di Granarolo
- Gesù al tempio - Collezione Zerbone, Genova

## Galleria d'immagini

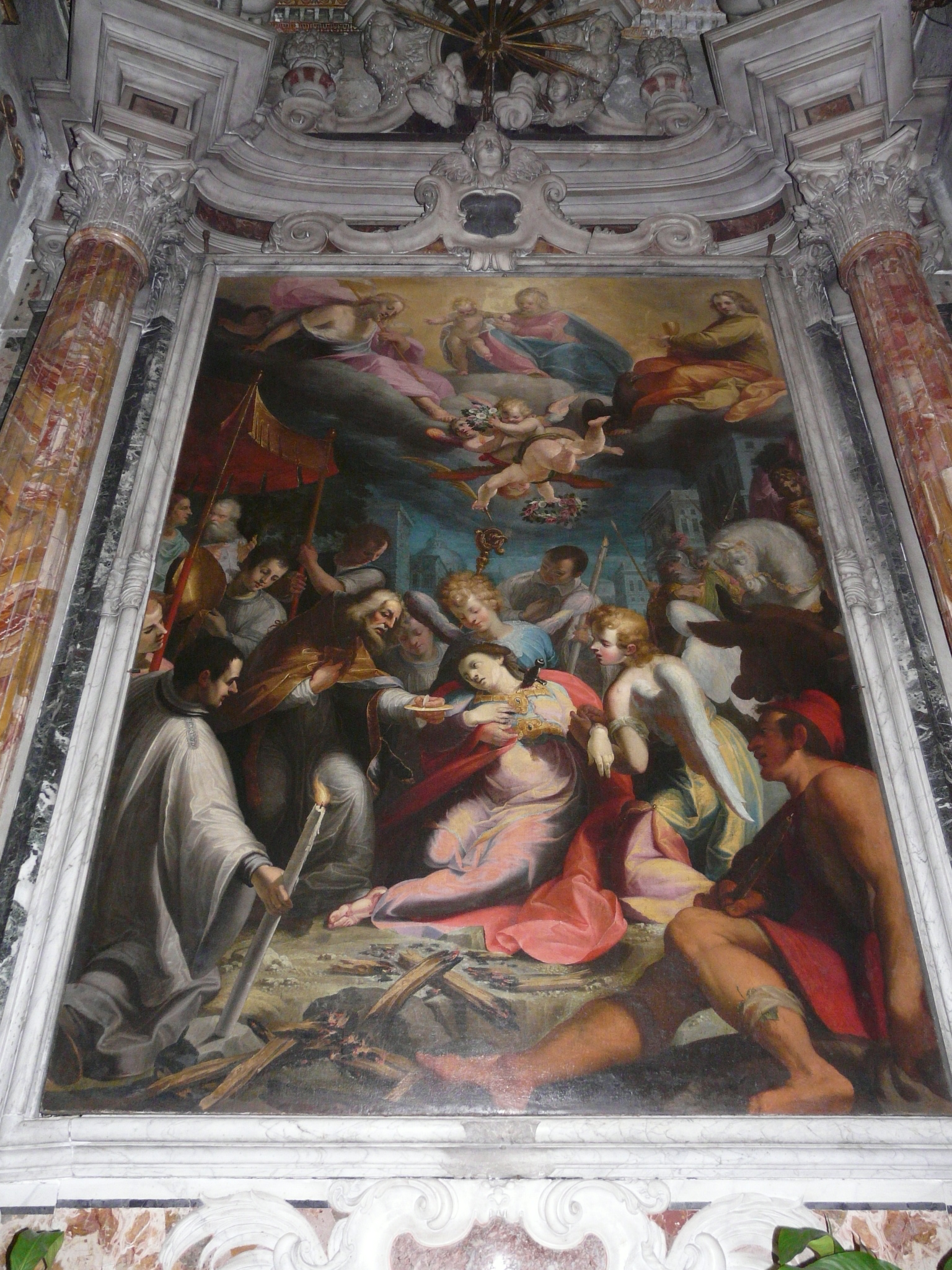
Viatico di Santa Lucia, chiesa dei Santi Nicolò ed Erasmo di Voltri
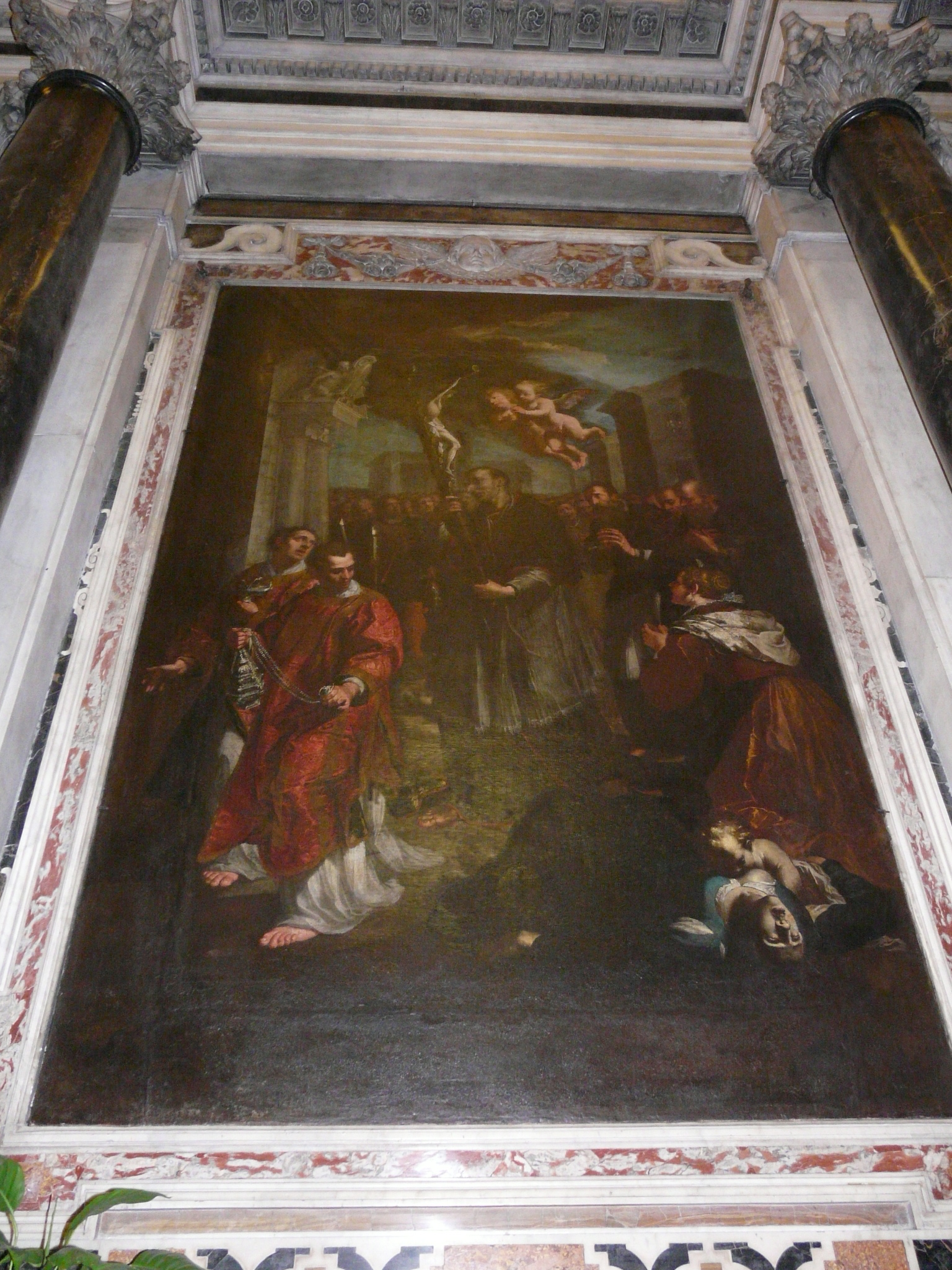
Processione di San Carlo Borromeo, chiesa dei Santi Nicolò ed Erasmo di Voltri
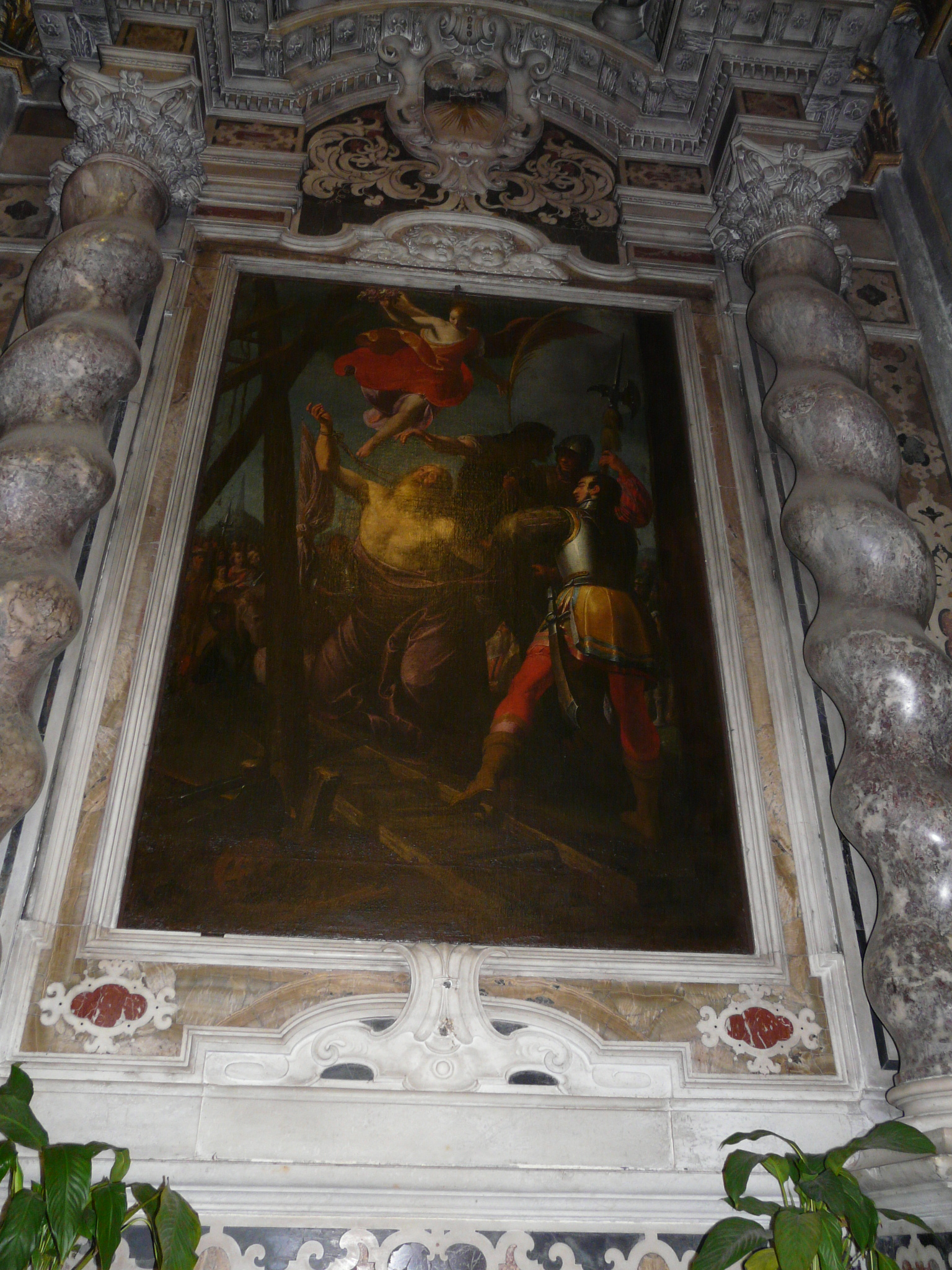
Martirio di Sant'Andrea, chiesa dei Santi Nicolò ed Erasmo di Voltri
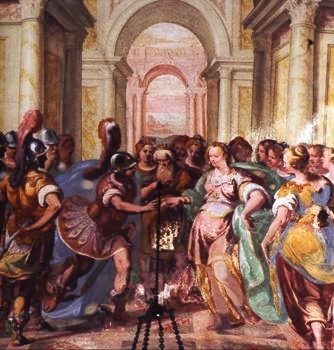
Perseo sposa Andromeda, Villa Spinola di San Pietro
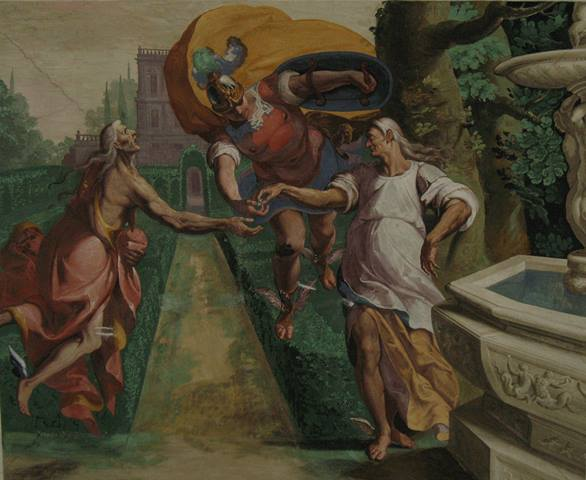
Perseo e le Forcidi
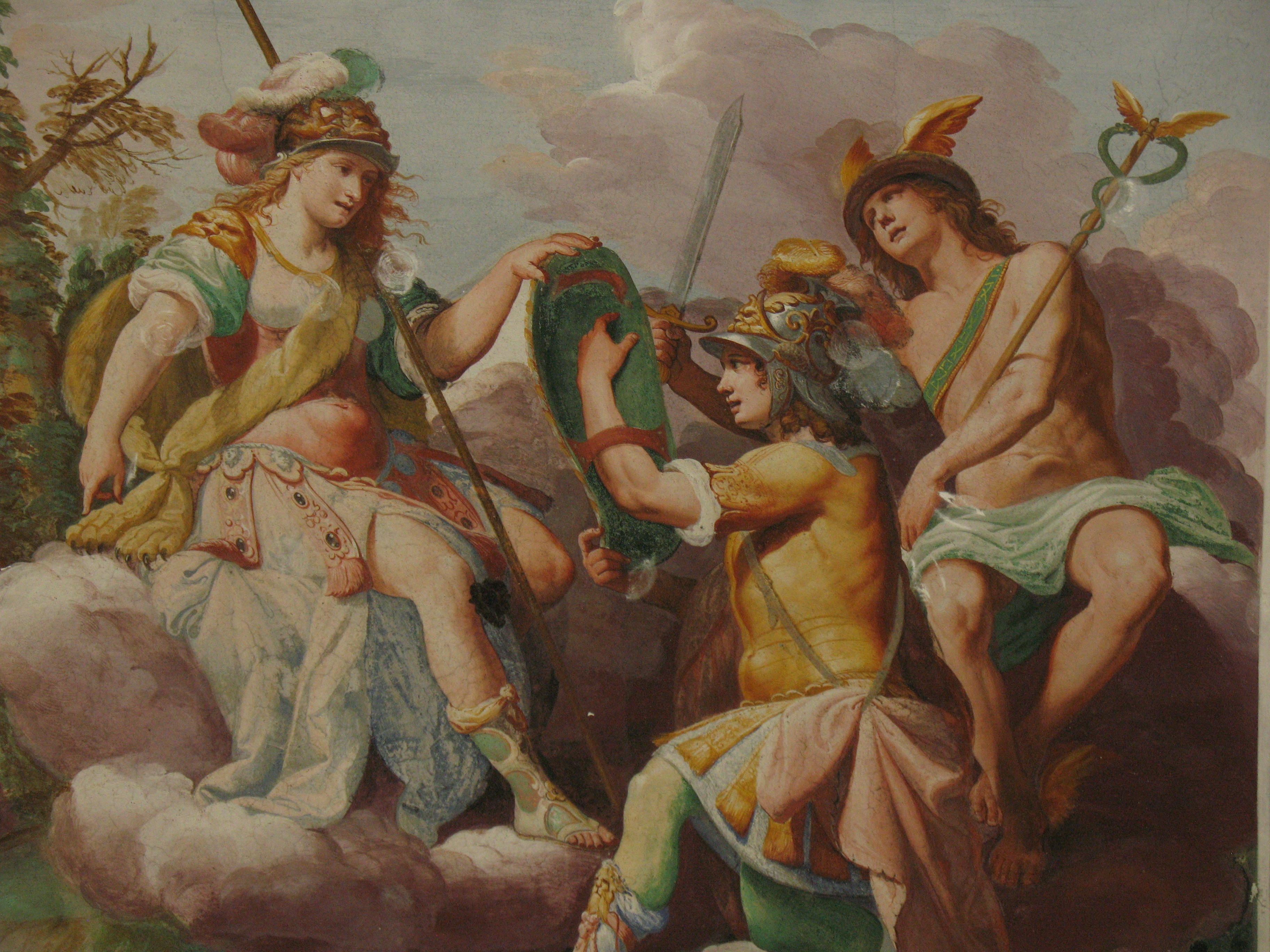
Perseo riceve i doni dagli dei